# Gilmaniella punctiformis
Gilmaniella punctiformis är en svampart som beskrevs av Sivan. & B. Sutton 1985. Gilmaniella punctiformis ingår i släktet Gilmaniella, divisionen sporsäcksvampar och riket svampar.   Inga underarter finns listade i Catalogue of Life.